# Шарић Струга
Шарић Струга је насељено место у саставу града Плоче, Дубровачко-неретванска жупанија, Република Хрватска.

## Историја
До територијалне реорганизације у Хрватској налазила се у саставу старе општине Плоче.

## Становништво
На попису становништва 2011. године, Шарић Струга је имала 235 становника.
| Број становника по пописима | Број становника по пописима | Број становника по пописима | Број становника по пописима | Број становника по пописима | Број становника по пописима | Број становника по пописима | Број становника по пописима | Број становника по пописима | Број становника по пописима | Број становника по пописима | Број становника по пописима | Број становника по пописима | Број становника по пописима | Број становника по пописима | Број становника по пописима |
| --------------------------- | --------------------------- | --------------------------- | --------------------------- | --------------------------- | --------------------------- | --------------------------- | --------------------------- | --------------------------- | --------------------------- | --------------------------- | --------------------------- | --------------------------- | --------------------------- | --------------------------- | --------------------------- |
| 1857                        | 1869                        | 1880                        | 1890                        | 1900                        | 1910                        | 1921                        | 1931                        | 1948                        | 1953                        | 1961                        | 1971                        | 1981                        | 1991                        | 2001                        | 2011                        |
| 0                           | 0                           | 0                           | 0                           | 0                           | 7                           | 0                           | 0                           | 140                         | 167                         | 207                         | 220                         | 270                         | 259                         | 248                         | 235                         |

Напомена: Исказује се од 1991. као самостално насеље настало осамостаљивањем делова бившег насеља Источна Плина. Исказује се од 1910. до 1981. као део насеља. У 1910. исказано под именом Струга, а од 1921. до 1981. под именом Шарића Струга. У 1921. и 1931. подаци су садржани у насељу Бања.

### Попис1991.
На попису становништва 1991. године, насељено место Шарић Струга је имало 259 становника, следећег националног састава:
| Попис 1991.‍  | Попис 1991.‍  | Попис 1991.‍ | Попис 1991.‍ | Попис 1991.‍ |
| ------------ | ------------ | ----------- | ----------- | ----------- |
|              |              |             |             |             |
| Хрвати       | Хрвати       |             | 239         | 92,27%      |
| Југословени  | Југословени  |             | 6           | 2,31%       |
| Муслимани    | Муслимани    |             | 5           | 1,93%       |
| Срби         | Срби         |             | 3           | 1,15%       |
| Црногорци    | Црногорци    |             | 3           | 1,15%       |
| Мађари       | Мађари       |             | 1           | 0,38%       |
| неопредељени | неопредељени |             | 2           | 0,77%       |
| укупно: 259  |              |             |             |             |